# Mallanwan
Mallanwan o Mallawan és una ciutat i consell municipal del districte d'Hardoi a Uttar Pradesh, a uns 20 km de la ciutat d'Hardoi a 27° 03′ N, 80° 09′ E / 27.050°N,80.150°E. Consta al cens del 2001 amb una població de 31.778 habitants.

## Història
Els musulmans que viuen al lloc asseguren que van arribar amb Masud Salar vers el 1030. Era part de l'Imperi Mogol i des del segle xviii possessió del nawab d'Oudh, sota el que va arribar a tenir certa importància. El 1773 una força de la Companyia Britànica de les Índies Orientals es va estacionar entre Mallanwan i Bilgram però després fou retirada a Cawnpore. El 1856 Oudh fou annexionat pels britànics i Mallanwan fou escollida com a capital de districte però després de la revolta, el 1858, la capital es va establir a Hardoi. El districte de Mallanwan, que quasi no va arribar a tenir efectivitat, ja que va estar en mans rebels de meitat del 1857 fins avançat el 1858, es va canviar de nom a districte d'Hardoi.